# Oberinntalstraße
De Oberinntalstraße (L65) is een 15,32 kilometer lange Landesstraße (lokale weg) in het district Landeck in de Oostenrijkse deelstaat Tirol. De weg is een zijweg van de Reschenstraße (B180) en sluit hier op aan tussen Prutz (864 m.ü.A.) en Ried im Oberinntal (876 m.ü.A.). Van daar loopt de weg in zuidelijke richting door het Oberinntal, min of meer parallel aan de Reschenstraße. Bij Pfunds (970 m.ü.A.) sluit de weg weer op deze Reschenstraße aan. Het beheer van de straat valt onder de Straßenmeisterei Ried im Oberinntal. De weg is op het gedeelte tussen Tösens (930 m.ü.A.) en de aansluiting op de Reschenstraße nabij Pfunds in beide richtingen verboden toegang voor autobussen langer dan twaalf meter.
Bij de aanleg van de Oberinntalstraße in 1955 werd rekening gehouden met de aanleg van een eventuele Reschenspoorlijn vanuit Landeck richting Mals in Zuid-Tirol en naar het Engadin. Deze spoorlijn werd later echter nooit aangelegd.